# Roberto González
Roberto Carlos González Castillero (21 maggio 1994) è un ciclista su strada panamense, professionista dal 2019, che gareggia per il team Solution Tech Vini Fantini.

## Carriera
Nato nel 1994, negli anni a Panama ottiene diverse vittorie in corse locali, conquistando, tra le altre, due edizioni del Tour de Panamá nel 2015 e 2016 e diventando campione centroamericano under-23 a cronometro nel 2013. Nel 2017 gareggia con la squadra Continental colombiana Bicicletas Strongman.
Nel 2019, a 25 anni, approda in Europa per gareggiara con la squadra italiana Neri Sottoli, diventata nel 2020 Vini Zabù; proprio nel 2020 partecipa alla sua prima Milano-Sanremo, tenutasi eccezionalmente ad agosto, arrivando 97º.

## Palmarès
- 2013 (under-23)

Giochi centroamericani, cronometro Under-23
- 2015 (under-23)

3ª tappa Tour de Panamá (Chitra > El Copé)
Classifica generale Tour de Panamá
- 2016 (under-23)

3ª tappa Tour de Panamá
5ª tappa Tour de Panamá
Classifica generale Tour de Panamá
- 2017 (Bicicletas Strongman, due vittorie)

2ª tappa Tour de Panamá
3ª tappa Tour de Panamá (Chitré > La Miel)
- 2018 (elite)

La Mesa
Reto a Los Altos de Santa María
Lago Mendoza
- 2020 (Vini Zabù KTM, due vittorie)

2ª tappa Vuelta a Guatemala (Cerecitos > Barbarena)
3ª tappa Vuelta a Guatemala (Città del Guatemala > Coatepeque)

### Altri successi
- 2012 (juniores)

1ª tappa Tour de Panamá (Aguadulce, cronosquadre)
- 2014 (under-23)

1ª tappa Tour de Panamá (cronosquadre)
- 2015 (under-23)

1ª tappa Tour de Panamá (cronosquadre)
- 2016 (under-23)

1ª tappa Tour de Panamá (cronosquadre)
- 2017 (Bicicletas Strongman)

3ª tappa Vuelta a Chiriquí (cronosquadre)
- 2024 (Team Corratec - Vini Fantini)

Cerro Azul - #2 Fecha LEAPP

## Piazzamenti

### Classiche monumento
- Milano-Sanremo

2020: 96º
2025: 102º